# أندري ايفانوف (لاعب هوكي الجليد)
أندري ايفانوف (بالروسية: Иванов, Андрей Александрович)‏ هو لاعب هوكي الجليد روسي، ولد في 10 مارس 1981 في سانت بطرسبرغ في روسيا.

## وصلات خارجية
- أندري ايفانوف على موقع دوري الهوكي للقارات (الإنجليزية)
- أندري ايفانوف على موقع EliteProspects.com (الإنجليزية)
- أندري ايفانوف على موقع HockeyDB.com (الإنجليزية)